# 克利季齊克
51°33′44″N 25°0′5″E / 51.56222°N 25.00139°E
克利季齊克（烏克蘭語：Клітицьк），是烏克蘭西北部的村莊，隸屬沃倫州的卡明-卡希爾斯基區。該村面積1.2平方公里，海拔高度165米，2001年人口344，人口密度每平方公里282.2人。